# Айтмухамбетов, Ахметгалий
Ахметгалий Айтмухамбетов (22 декабря 1908 год, аул Убаган — 5 мая 1969 год, Костанай, Казахская ССР) — председатель Орджоникидзевского райисполкома Кустанайской области. Герой Социалистического Труда (1957).

## Биография
Родился в 1908 году в крестьянской семье в ауле Убаган (сегодня — Узункольский район Костанайской области). Получил начальное образование в родном ауле. В 1923 году начал трудовую деятельность 15-летним подростком. Работал по найму. С 1929 года — председатель аулсовета № 5. Окончил учительские курсы при Кустанайском педагогическом институте. С 1931 по 1939 года работал учителем, заведующим начальной школы, инспектором и заведующим Мендыгаринского районного отдела народного образования. С 1940 года на различных партийных, административных и государственных должностях: секретарь парторганизации учительского института в Кустанае, инспектор отдела кадров Кустанайского горкома, секретарь Пресногорьковского райисполкома, второй секретарь Мендыгаринского райкома компартии Казахстана, первый секретарь Введенского райкома партии Казахстана (1944—1946), управляющий райконторы «Заготскот», заместитель председателя Затобольского райисполкома, председатель Семиозёрного райисполкома (1949—1953), председатель Орджоникидзевского райисполкома (1953—1963).
Будучи председателем Орджоникидзевского райисполкома руководил организацией сельскохозяйственного производства во время освоения целинных земель в Орджоникидзевском районе. Указом Президиума Верховного Совета СССР от 11 января 1957 года за особо выдающиеся успехи, достигнутые в работе по освоению целинных и залежных земель, и получение высокого урожая удостоен звания Героя Социалистического Труда с вручением ордена Ленина и золотой медали «Серп и Молот».
С 1963 года — начальник отдела полиграфии и издательства Кустанайского облисполкома, директор Кустанайского книготорга.
Скончался в 1969 году. Похоронен в Костанае.

## Награды
- Орден Ленина
- Орден «Знак Почёта»